# Bulbophyllum hans-meyeri
Bulbophyllum hans-meyeri é uma espécie de orquídea (família Orchidaceae) pertencente ao gênero Bulbophyllum. Foi descrita por Jeffrey James Wood em 1981.